# Java (Dakota del Sud)
Java è un centro abitato (town) degli Stati Uniti d'America, situato nella contea di Walworth nello Stato del Dakota del Sud. La popolazione era di 129 persone al censimento del 2010.
Java prende il nome dal caffè Java, dato che Coffee Town era un nome iniziale per la città.

## Geografia fisica
Java è situata a 45°30′10″N 99°53′10″W (45.502870, -99.886049).
Secondo lo United States Census Bureau, ha un'area totale di 0,49 miglia quadrate (1,27 km²).

## Società

### Evoluzione demografica
Secondo il censimento del 2010, c'erano 129 persone.

### Etnie e minoranze straniere
Secondo il censimento del 2010, la composizione etnica della città era formata dal 93,0% di bianchi, il 3,1% di nativi americani, e il 3,9% di due o più etnie.